# 术布乡
术布乡是中华人民共和国甘肃省甘南藏族自治州临潭县下辖的一个乡。

## 行政区划
术布乡下辖以下村级行政区划单位：
初布村、鹿台子村、牙关村、普藏什村、古战山村、亦子多村和扎乍山村。